# Маккензи Ли
Маккензи Ли, англ. McKenzie Lee, (наст. имя Паула Маккуон (англ. Paula McQuone), род. 16 мая 1979 года) — сценический псевдоним английской порноактрисы.

## Биография
Карьеру начала как стриптизёрша в Бирмингеме, а позже переехала в стрип-клубы Лондона. Всего, как стриптизёрша, проработала 6 лет. Кроме этого была черлидером футбольного клуба «Лестер Сити». Позже Ли стала сниматься в порнофильмах.
Она подписала контракт с Playboy UK и была ведущей Night Callers, и шоу Babe Cast на британском кабельном канале. В 2005 году переехала в США, где появилась в шоу Night Calls во время New Year’s Eve 2005, а также брала интервью во время 2005 AVN Awards, где и встретила Дженну Джеймсон.
Первым фильмом в США стал Raw and Uncut Berlin, который был снят в столице Германии. Первыми фильмами, снятыми в США стали Jack’s Playground 28 и Jack’s Teen America Mission 9. Ли подписала контракт с ClubJenna 22 марта 2005 года. В 2006 году выиграла награду AVN Лучшая новая старлетка.
В 2009 году Маккензи вернулась в порнобизнес после 3-х летнего перерыва, во время которого она родила двоих детей. Она подписала контракт на эксклюзивные сцены для Digital Playground в октябре 2009. Двумя месяцами позже, Ли закончила работу по контракту и стала независимым посредником.

## Премии и номинации
- 2006 награда AVN в категории Лучшая новая старлетка[6]
- 2006 награда Adam Film World Guide Award в категории Contract Starlet of the Year — ClubJenna[7]
- 2006 номинация на AVN Award в категории Best Sex Scene in a Foreign-Shot Production за фильм Cum Swappers 2 (вместе с Алисией Родс и Джазз Дуро)
- 2007 номинация на AVN Award в категории Лучшая сцена анального секса (фильм) за фильм Jenna’s Provocateur
- 2007 номинация на AVN Award в категории Лучшая сцена группового секса (фильм) за фильм Jenna’s Provocateur
- 2007 номинация на AVN Award в категории Лучшая сцена орального секса (фильм) за фильм Jenna’s Provocateur
- 2007 номинация на AVN Award в категории Самая «жесткая» сцена секса за фильм Jack’s Teen America: Mission 9 (сцена «Got Milk Enema?»)
- 2007 номинация на AVN Award в категории Contract Star of the Year
- 2012 номинация на AVN Award в категории Лучшая сцена группового лесбийского секса за фильм Prison Girls